# Venus med spegel
Venus med spegel är en målning av Diego Velázquez. 
Venus med spegel målades troligen under Diego Velázquez besök i Italien och avbildar gudinnan Venus i en sensuell pose, liggande på en säng och betraktande sig i en spegel som hålls av hennes son, kärleksguden Amor. Målningen finns på National Gallery i London i Storbritannien.

## Beskrivning av målningen
Diego Velázquez visar gudinnan Venus liggande på en säng  med ryggen mot betraktaren. Hon ser i en spegel som hålls upp av Amor. Hennes ansike, som visas i spegeln för betraktaren är lätt beslöjat och inte återgivet med detaljer. Oskärpan i anletsdragen låter betraktarens blick fokusera på det centrala bildmotivet, som är Venus nakna kropp. I spegeln syns Venus genom användning av ett oegentligt perspektiv titta rakt i ögonen på betraktaren, vilken avslöjar betraktaren som en voyeur.
Venus med spegel är det enda bevarade verket av Diego Velázquez som avbildar en naken modell. Nakenakter var över huvud taget mycket ovanliga i spansk 1600-talskonst. Tre andra aktmålningar av Velázquez är kända från inventarielistor från 1600-talet, varav två kan ha förstörts av en brand, förstörde kungaslottet i Madrid 1734.

## Proveniens
Den förste kände ägaren var från maj 1651 Gaspar Méndez de Haro (1629–87). År 1800 kom målningen att övertas av Manuel de Godoy, som var premiärminister hos Karl IV av Spanien. Denne kunde hänga den mellan Francisco Goyas två konstverk Den nakna Maja och Den påklädda Maja.
Under det spanska självständighetskriget stal franska soldater målningen som sedermera hamnade i den brittiska konsthandlaren William Buchanans ägo genom hans agent George Augustus Wallis försorg. Buchanan tog tavlan till England där den 1813 såldes till John Morritt som hängde upp den på sitt gods Rokeby Hall i Yorkshire. Tavlan såldes 1906 till National Gallery i London.

## Attentatet på National Gallery
Den kanadensisk-brittiska suffragetten Mary Richardson attackerade målningen 10 mars 1914. Hon gick in i National Gallery  i London och gjorde sju hugg i målningen med en insmugglad kökshuggkniv.
Hon skrev en kort förklaring för sin aktion till Women's Social and Political Union, vilken publicerades i tidningarna:
| ”                 | Jag har försökt förstöra bilden av den vackraste kvinnan i mytologins historia som en protest mot regeringen för att den förstört Mrs Pankhurst, som är den vackraste personen i modern historia. Rättvisa är en aspekt på skönhet likaväl som färg och teckning på en duk är det. Mrs Pankhurst försöker att uppnå rättvisa för kvinnosläktet, och för detta mördas hon långsamt av en regering som består av förrädiska politiker. Om det blir ett ramaskri mot mitt dåd, låt då var och en påminnas om att ett sådant ramaskri är ett hyckleri så länge som samma personer tillåter nedbrytningen av Mrs Pankhurst och andra vackra levande kvinnor, och att ända tills allmänheten upphör att tillåta mänsklig nedbrytning att ske, så kommer de stenar som kastas mot mig för att ha förstört denna bild att vara ett bevis på den egna konstnärliga såväl som moraliska och politiska humbugen och hyckleriet. | „ |
| – Mary Richardson | |   |

Mary Richardson, som i pressen kom att kallas Slasher Mary ("Huggar-Mary"), dömdes till sex månaders fängelse, maximumstraffet för förstörelse av konstverk.
Tavlan kunde återställas med gott resultat.